# Eurostopodus nigripennis
El chotacabras de las Salomón (Eurostopodus nigripennis) es una especie de ave caprimulgiforme de la familia Caprimulgidae endémica del archipiélago de las islas Salomón. Anteriormente se consideraba una subespecie del chotacabras bigotudo.